# زردگرایی
زردگرایی (به انگلیسی: Xanthism، Xanthochroism) یک رنگدانه زرد نارایج در جانوران است. اغلب با نبود رنگدانه قرمز معمول و جایگزینی آن با رنگ زرد همراه است. دلیل آن معمولاً ژنتیکی است اما ممکن است به رژیم غذایی جانور نیز مربوط باشد. بررسی دانشگاه کرنل از پرندگان ناهنجار که از دان‌خوری بازدید می‌کردند، گزارش داد که ۴٪ از این پرندگان به عنوان زردگرایی توصیف شده‌اند (در مقایسه با ۷۶٪ زالی). نقطه مقابل زردگرایی، کمبود یا نبود کامل رنگدانه زرد است، به عنوان نازردگرایی (Axanthism) شناخته می‌شود.